# Bours (Pas-de-Calais)
Pour les articles homonymes, voir Bours.
Bours [buʁ] est une commune française située dans le département du Pas-de-Calais en région Hauts-de-France. Ses habitants sont appelés les Boursicotiers. Sa population est de 588 habitants au dernier recensement de 2022. La commune est membre de la communauté de communes du Ternois.

## Géographie

### Localisation
Localisée dans le centre-est du département du Pas-de-Calais, Bours est une commune située, à vol d'oiseau, à 9 km au nord-est de la commune de Saint-Pol-sur-Ternoise et à 31 km au nord-ouest de la commune d’Arras (chef-lieu d'arrondissement et préfecture du Pas-de-Calais).
Le territoire de la commune est limitrophe de ceux de huit communes.
Les communes limitrophes sont Marest, Pressy, Tangry, La Thieuloye, Valhuon, Brias, Camblain-Châtelain et Diéval.

### Géologie et relief
La superficie de la commune est de 11,84 km2 ; son altitude varie de 83  à   184 m.

### Hydrographie
Le territoire de la commune est situé dans le bassin Artois-Picardie.
La commune est traversée par la Ferté, cours d'eau naturel non navigable de 5 km, qui prend sa source dans la commune de Valhuon et se jette dans la Clarence au niveau de la commune de Pernes. La Ferté a deux affluents, qui prennent leur source dans la commune de Bours : le Marest et le Baloche.

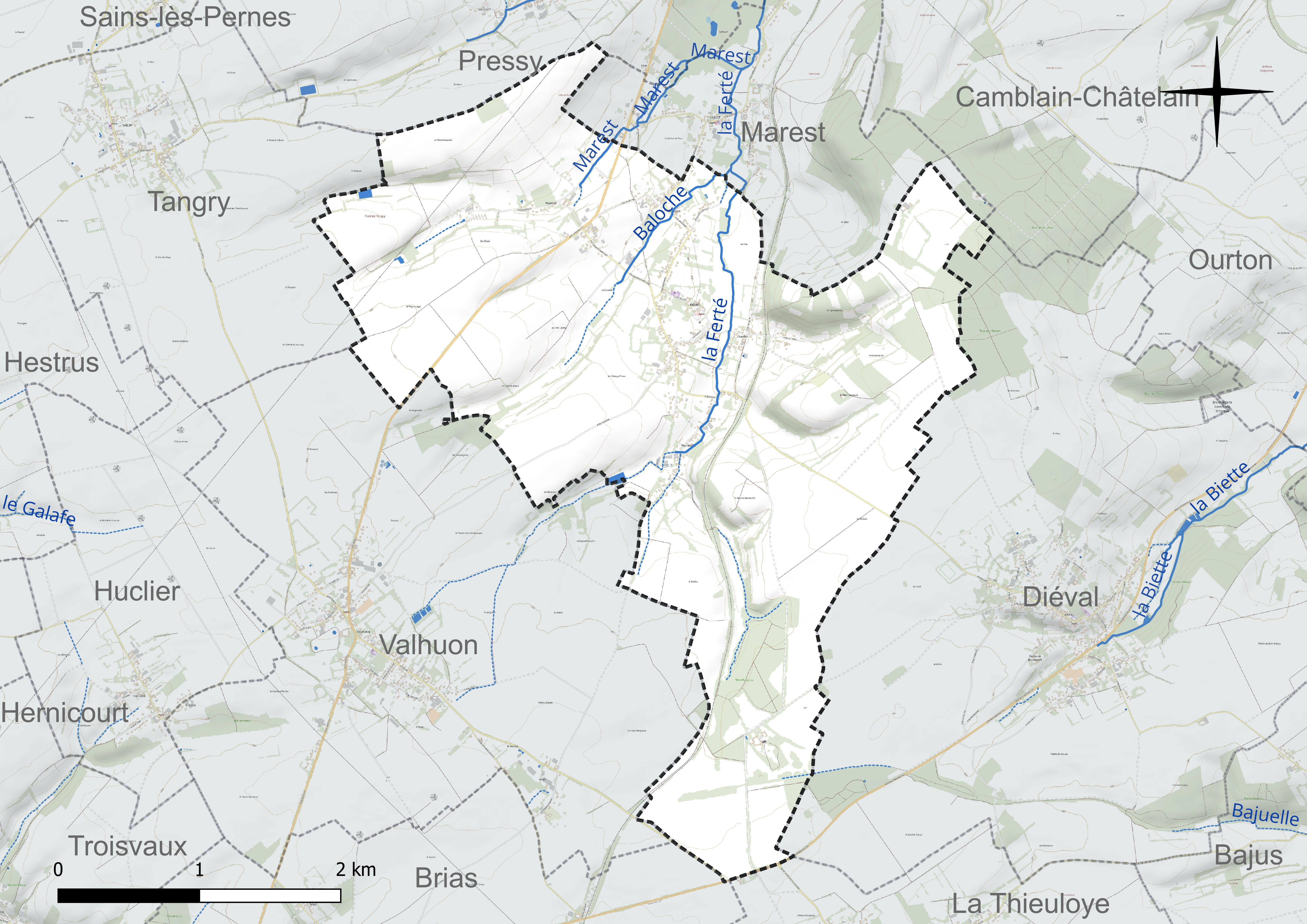
Réseau hydrographique de Bours.

### Climat
Pour des articles plus généraux, voir Climat des Hauts-de-France et Climat du Pas-de-Calais.
En 2010, le climat de la commune est de type climat océanique dégradé des plaines du Centre et du Nord, selon une étude du CNRS s'appuyant sur une série de données couvrant la période 1971-2000. En 2020, Météo-France publie une typologie des climats de la France métropolitaine dans laquelle la commune est exposée à un climat océanique et est dans la région climatique Côtes de la Manche orientale, caractérisée par un faible ensoleillement (1 550 h/an) ; forte humidité de l’air (plus de 20 h/jour avec humidité relative > 80 % en hiver), vents forts fréquents.
Pour la période 1971-2000, la température annuelle moyenne est de 10,1 °C, avec une amplitude thermique annuelle de 13,6 °C. Le cumul annuel moyen de précipitations est de 872 mm, avec 13,1 jours de précipitations en janvier et 8,6 jours en juillet. Pour la période 1991-2020, la température moyenne annuelle observée sur la station météorologique la plus proche, située sur la commune de Fiefs à 8 km à vol d'oiseau, est de 10,4 °C et le cumul annuel moyen de précipitations est de 1 070,6 mm,. Pour l'avenir, les paramètres climatiques de la commune estimés pour 2050 selon différents scénarios d'émission de gaz à effet de serre sont consultables sur un site dédié publié par Météo-France en novembre 2022.

## Urbanisme

### Typologie
Au 1er janvier 2024, Bours est catégorisée commune rurale à habitat dispersé, selon la nouvelle grille communale de densité à sept niveaux définie par l'Insee en 2022.
Elle est située hors unité urbaine. Par ailleurs la commune fait partie de l'aire d'attraction d'Auchel - Lillers, dont elle est une commune de la couronne,. Cette aire, qui regroupe 29 communes, est catégorisée dans les aires de 50 000 à moins de 200 000 habitants,.

### Occupation des sols
L'occupation des sols de la commune, telle qu'elle ressort de la base de données européenne d’occupation biophysique des sols Corine Land Cover (CLC), est marquée par l'importance des territoires agricoles (95,3 % en 2018), une proportion identique à celle de 1990 (95,3 %). La répartition détaillée en 2018 est la suivante : 
terres arables (62,9 %), prairies (18,4 %), zones agricoles hétérogènes (14 %), forêts (4,7 %). L'évolution de l’occupation des sols de la commune et de ses infrastructures peut être observée sur les différentes représentations cartographiques du territoire : la carte de Cassini (XVIIIe siècle), la carte d'état-major (1820-1866) et les cartes ou photos aériennes de l'IGN pour la période actuelle (1950 à aujourd'hui).

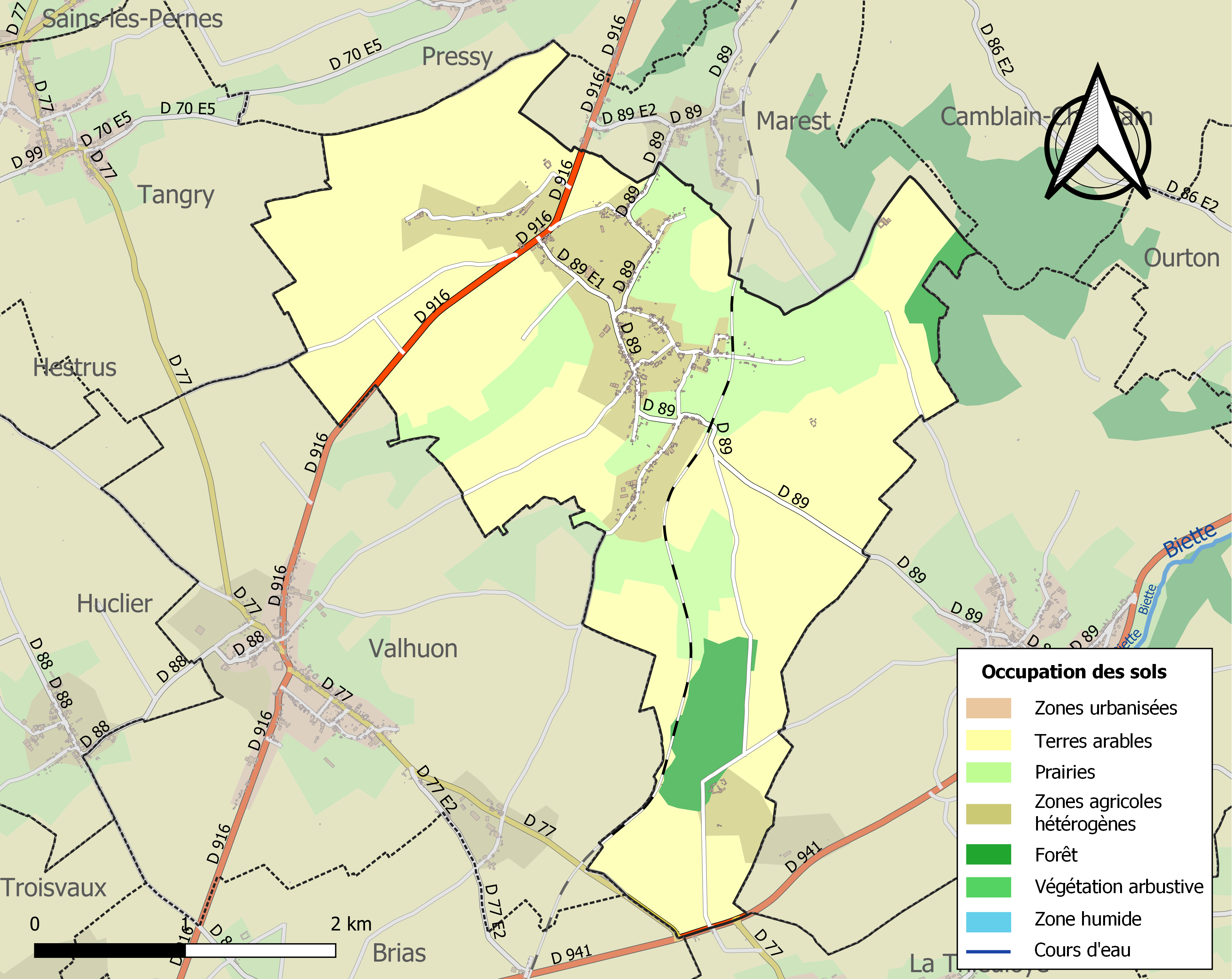
Carte des infrastructures et de l'occupation des sols de la commune en 2018 (CLC).

### Voies de communication et transports

#### Voies de communication
La commune est desservie par la route départementale D 89 et la D 916 reliant Saint-Pol-sur-Ternoise à Lillers.

#### Transport ferroviaire
La commune se trouve à 4 km de la gare de Pernes - Camblain, située sur la ligne de Fives à Saint-Pol-sur-Ternoise, desservie par des trains TER Hauts-de-France.

## Toponymie
Le nom de la localité est attesté sous les formes Bruz (1154), Bors et Burs (1190), Bours (1370), Bours-les-Pernes (1613), Bours-Gricourt (1720), Bour (XVIIIe siècle), Bielonne (1281), Beloone (1282), Biélone (1296), Camières (1554), Camières (1554), Camières (1554), Camières (1554), Camières (1554), Camières (1554), Camières (1554), Camières (1554), Camières (1554), Camières (1554), Camières (1554), Bours depuis 1793 et 1801.

## Histoire
En 1243, Guillaume de Hameles est bailli de Fauquembergues et vassal de Bours. Il cède la dîme de Moulle au chapitre de chanoines de Thérouanne.
La commune, instituée lors de la Révolution française, absorbe entre 1790 et 1794 celle de Noyelles-les-Pernes.
Pendant la Première Guerre mondiale, des troupes françaises stationnent sur Bours, située en arrière du front de l'Artois, par exemple en avril 1915. Il en va de même en août 1915. De nouveau en septembre 1915, des soldats français stationnent sur Bours et sur les hameaux de Bours Monneville et Gricourt.

## Politique et administration

### Découpage territorial
La commune se trouve dans l'arrondissement d'Arras du département du Pas-de-Calais.

#### Commune et intercommunalités
La commune faisait partie de la petite communauté de communes du Pernois créée fin 1993.
Dans le cadre de la réforme des collectivités territoriales françaises, par la loi de réforme des collectivités territoriales du 16 décembre 2010 (dite loi RCT) destinée à permettre notamment l'intégration de la totalité des communes dans un EPCI à fiscalité propre, la suppression des enclaves et discontinuités territoriales et les modalités de rationalisation des périmètres des établissements publics de coopération intercommunale et des syndicats mixtes existants, cette intercommunalité fusionne avec sa voisine, la communauté de communes du pays d'Heuchin, formant le 1er janvier 2013 la communauté de communes des Vertes Collines du Saint-Polois.
Un nouveau mouvement de regroupement intercommunal intervient dans le cadre des dispositions de la loi portant nouvelle organisation territoriale de la République (Loi NOTRe) du 7 août 2015, qui prévoit que les établissements publics de coopération intercommunale (EPCI) à fiscalité propre doivent avoir un minimum de 15 000 habitants. À l'initiative des intercommunalités concernées, la Commission départementale de coopération intercommunale (CDCI) adopte le 26 février 2016 le principe de la fusion de :
- la communauté de communes de l'Auxillois, regroupant 16 communes dont une de la Somme et 5 217 habitants[28] ;
- la communauté de communes de la région de Frévent, regroupant 12 communes et 6 567 habitants ;
- de la communauté de communes des Vertes Collines du Saint-Polois, regroupant 58 communes et 19 585 habitants ;
- de la communauté de communes du Pernois, regroupant 18 communes et 7 114 habitants. Le schéma départemental de coopération intercommunale (SDCI), intégrant notamment cette évolution, est approuvé par un arrêté préfectoral du 30 mars 2016[29],[30].

La communauté de communes du Ternois, qui résulte de cette fusion et dont la commune fait désormais partie, est créée par un arrêté préfectoral qui a pris effet le 1er janvier 2017. La communauté de communes du Ternois regroupe 103 communes et compte 37 469 habitants en 2021.

#### Circonscriptions administratives
La commune faisait partie depuis 1801 du canton d'Heuchin. Dans le cadre du redécoupage cantonal de 2014 en France, la commune est intégrée au canton de Saint-Pol-sur-Ternoise.

#### Circonscriptions électorales
Pour l'élection des députés, la commune fait partie de la sixième circonscription du Pas-de-Calais.

### Élections municipales et communautaires

#### Liste des maires
| Période                                  | Période  | Identité          | Étiquette | Qualité                         |
| ---------------------------------------- | -------- | ----------------- | --------- | ------------------------------- |
| Les données manquantes sont à compléter. |          |                   |           |                                 |
| mars 2001                                | 2008     | Jean Noe          |           |                                 |
| mars 2008                                | 2020     | Bernadette Noe    |           | Réélu pour le mandat 2014-2020, |
| 3 juillet 2020                           | En cours | Bertrand Beaucamp |           | Profession libérale,            |

## Équipements et services publics

### Espaces publics
La commune fait partie des villages labellisés Village Patrimoine, qui œuvrent à mettre en avant leurs patrimoines matériels et/ou immatériels (historique, culturel, naturel, architectural, etc.).

### Équipements municipaux
En octobre 2014, la mairie, qui occupait jusqu'alors des locaux dans le donjon de Bours, est réinstallée dans l'ancien presbytère en face de la famille héritière du roi et leur demeure somptueuse.

### Justice, sécurité, secours et défense
La commune dépend du tribunal judiciaire d'Arras, du conseil de prud'hommes d'Arras, de la cour d'appel de Douai, du tribunal de commerce d'Arras, du tribunal administratif de Lille, de la cour administrative d'appel de Douai et du tribunal pour enfants d'Arras.

## Population et société

### Démographie
Les habitants de la commune sont appelés les Boursicotiers.

#### Évolution démographique
L'évolution du nombre d'habitants est connue à travers les recensements de la population effectués dans la commune depuis 1793. Pour les communes de moins de 10 000 habitants, une enquête de recensement portant sur toute la population est réalisée tous les cinq ans, les populations de référence des années intermédiaires étant quant à elles estimées par interpolation ou extrapolation. Pour la commune, le premier recensement exhaustif entrant dans le cadre du nouveau dispositif a été réalisé en 2006.

En 2022, la commune comptait 588 habitants, en évolution de −4,23 % par rapport à 2016 (Pas-de-Calais : −0,72 %, France hors Mayotte : +2,11 %).
| 1793 | 1800 | 1806 | 1821 | 1831 | 1836 | 1841 | 1846 | 1851 |
| ---- | ---- | ---- | ---- | ---- | ---- | ---- | ---- | ---- |
| 522  | 556  | 557  | 643  | 655  | 645  | 636  | 628  | 667  |

| 1856 | 1861 | 1866 | 1872 | 1876 | 1881 | 1886 | 1891 | 1896 |
| ---- | ---- | ---- | ---- | ---- | ---- | ---- | ---- | ---- |
| 611  | 645  | 630  | 612  | 663  | 634  | 589  | 624  | 631  |

| 1901 | 1906 | 1911 | 1921 | 1926 | 1931 | 1936 | 1946 | 1954 |
| ---- | ---- | ---- | ---- | ---- | ---- | ---- | ---- | ---- |
| 652  | 700  | 674  | 655  | 610  | 599  | 616  | 626  | 630  |

| 1962 | 1968 | 1975 | 1982 | 1990 | 1999 | 2006 | 2011 | 2016 |
| ---- | ---- | ---- | ---- | ---- | ---- | ---- | ---- | ---- |
| 597  | 545  | 510  | 505  | 524  | 509  | 547  | 592  | 614  |

| 2021 | 2022 | - | - | - | - | - | - | - |
| ---- | ---- | - | - | - | - | - | - | - |
| 600  | 588  | - | - | - | - | - | - | - |

#### Pyramide des âges
En 2018, le taux de personnes d'un âge inférieur à 30 ans s'élève à 37,3 %, soit au-dessus de la moyenne départementale (36,7 %). À l'inverse, le taux de personnes d'âge supérieur à 60 ans est de 22,6 % la même année, alors qu'il est de 24,9 % au niveau départemental.
En 2018, la commune comptait 318 hommes pour 299 femmes, soit un taux de 51,54 % d'hommes, largement supérieur au taux départemental (48,5 %).
Les pyramides des âges de la commune et du département s'établissent comme suit.
| Hommes | Classe d’âge | Femmes |
| ------ | ------------ | ------ |
| 0,9    | 90 ou +      | 1,3    |
| 6,0    | 75-89 ans    | 6,7    |
| 14,9   | 60-74 ans    | 15,4   |
| 18,3   | 45-59 ans    | 17,1   |
| 24,1   | 30-44 ans    | 20,5   |
| 14,6   | 15-29 ans    | 15,4   |
| 21,2   | 0-14 ans     | 23,5   |

| Hommes | Classe d’âge | Femmes |
| ------ | ------------ | ------ |
| 0,5    | 90 ou +      | 1,6    |
| 5,6    | 75-89 ans    | 8,9    |
| 16,7   | 60-74 ans    | 18,1   |
| 20,2   | 45-59 ans    | 19,2   |
| 18,9   | 30-44 ans    | 18,1   |
| 18,2   | 15-29 ans    | 16,2   |
| 19,9   | 0-14 ans     | 17,9   |

### Manifestations culturelles et festivités
- Lors des Journées européennes du patrimoine, les environs du donjon accueillirent à nouveau[45] en 2010 une animation particulière : un vide-greniers sur la place Centrale, mais surtout le campement médiéval de la « Compagnie des Arbalétriers flamands ». En 2011 et 2015, cette animation a été assurée par la Ghilde des Sangliers du Ferrain, basée à Tourcoing[46],[47],[48].
- le Les Bours Six Côtes, trail de 8 km, 12 km, 18 km, 24 km organisé par le footing-club de Bours, qui a lieu chaque année le jour de l'Ascension[49] et dont la 8e édition a lieu le 25 mai 2017[50].

### Sports et loisirs

#### Loisirs
Le domaine KesWest est situé au bord de la commune. Il comporte une brasserie "le route 66", un bar à thèmes "le studio café", un complexe de loisirs "adventures studio", une discothèque +25 ans "le versus", une discothèque +18 ans "le paradisio" et une salle de concerts, spectacles & d'événements "le 360".

## Culture locale et patrimoine

### Lieux et monuments

#### Monument historique
- Le donjon de Bours : édifiée vers la fin du XIVe siècle, cette maison-forte en pierre de grès fut incendiée en 1537 et 1543 et est classé au titre des monuments historiques depuis le 23 février 1965[51].

Maintes fois restauré, et habité jusqu'en 1735, le donjon était en très mauvais état, jusqu'en 1982, date à laquelle la municipalité décide de son rachat pour y installer la mairie (jusqu'en 2014) et entreprendre une complète restauration,,,.
Une nouvelle campagne de restauration est menée à partir de 2015 par l'intercommunalité,. Le projet comprend la restauration intérieure du donjon, ainsi qu'un aménagement paysager et la création d’un double accès permettant de créer une allée circulaire et de rendre accessible le monument à tous publics sur deux niveaux. Le coût prévisionnel est de 1 797 600 € dont une recette de 880 000 € du Fonds européen de développement régional (FEDR).

Le donjon.
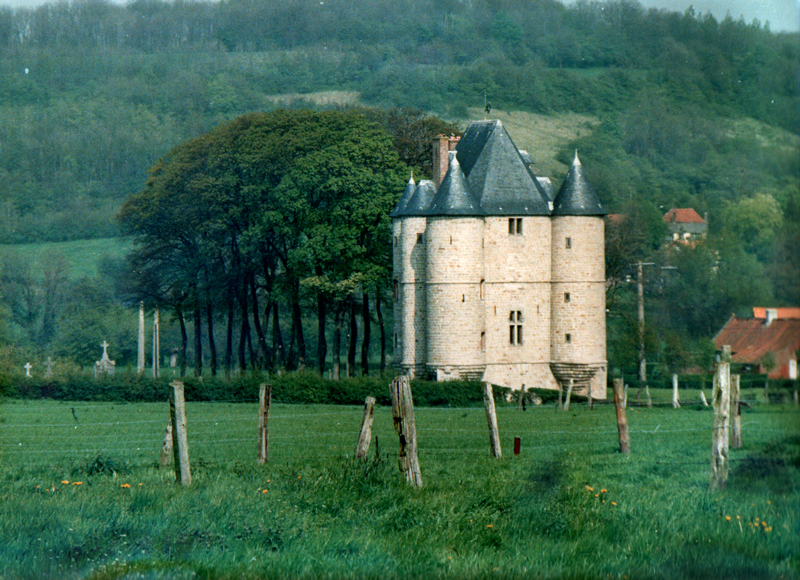
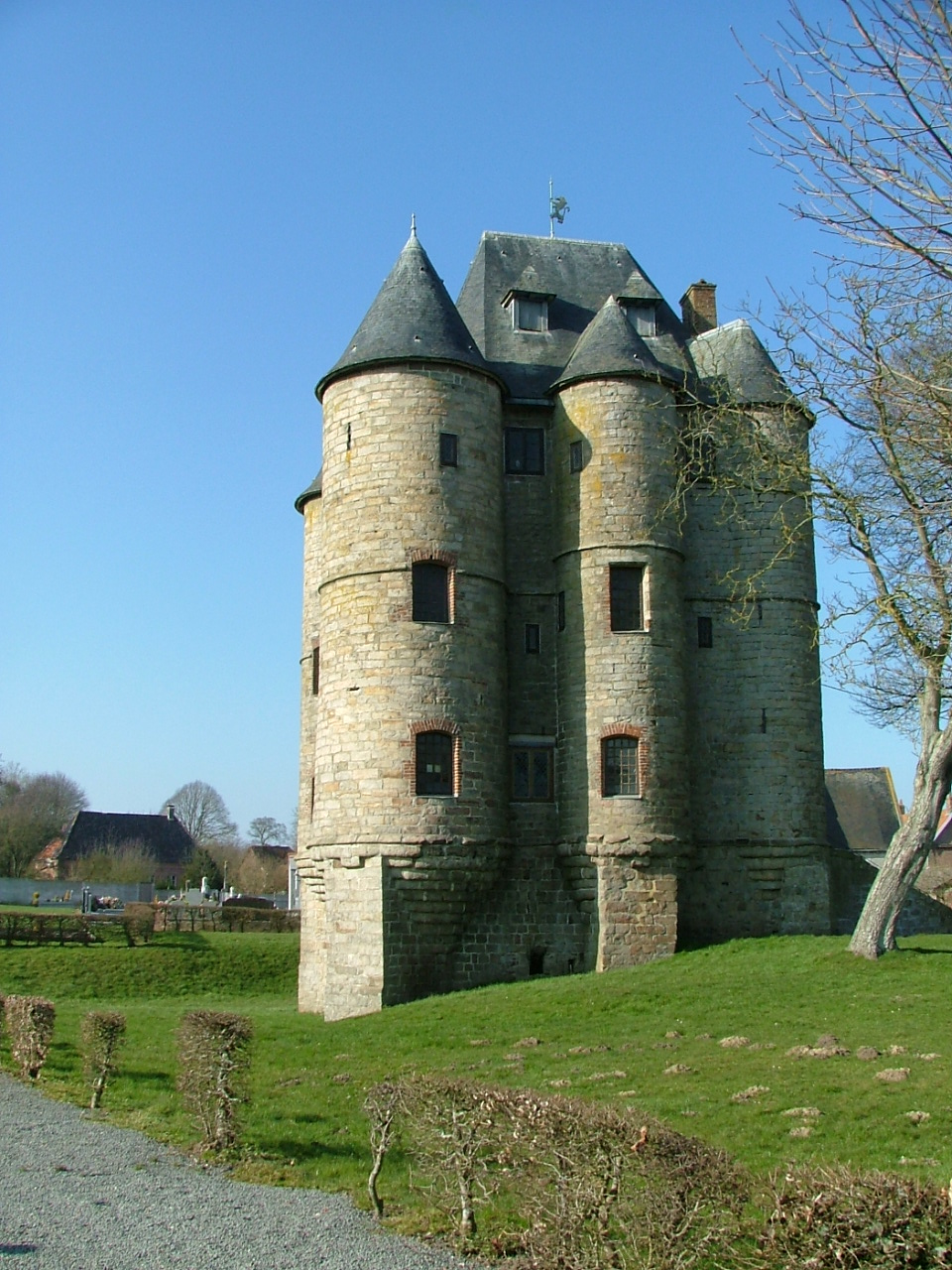
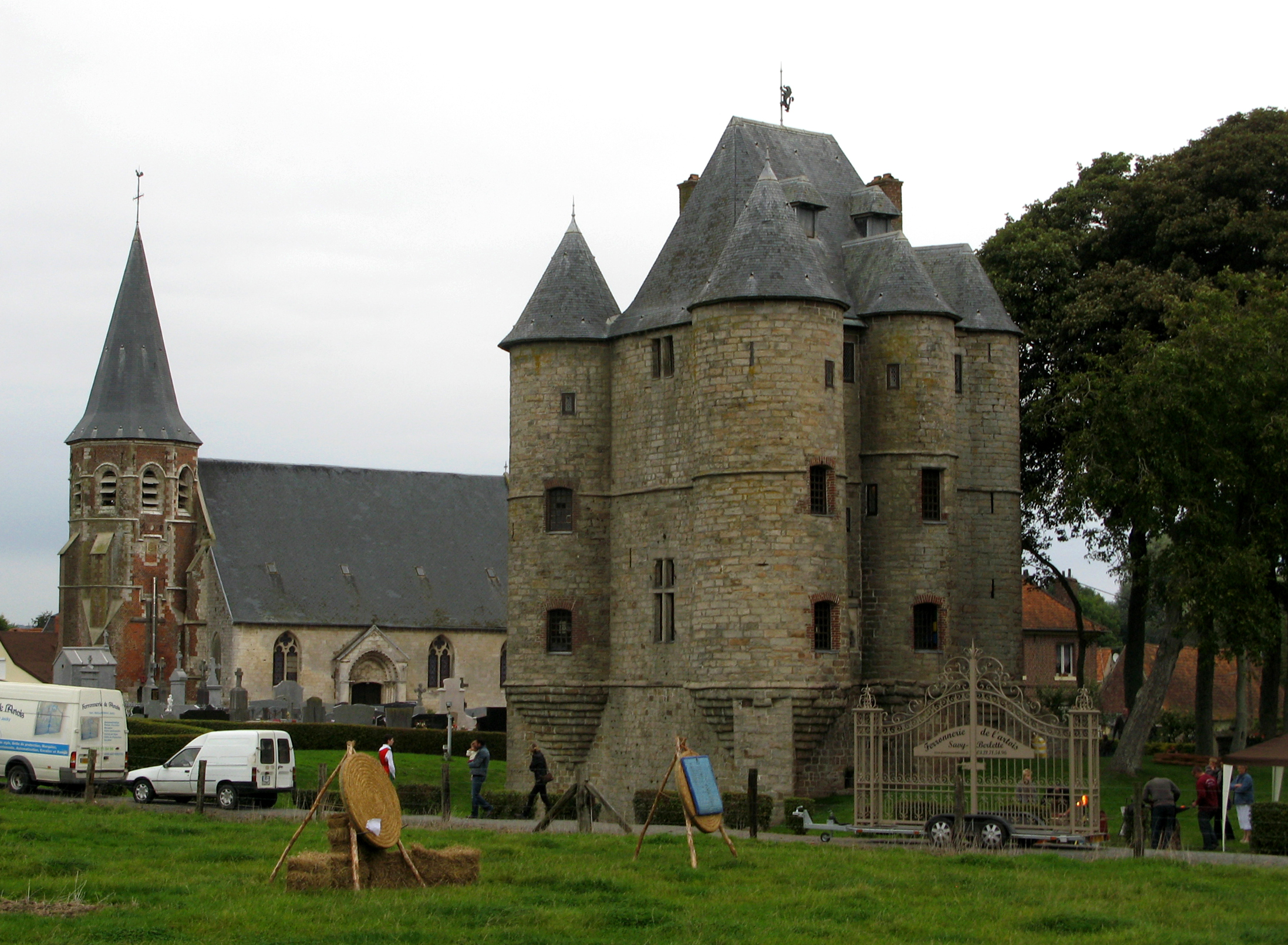

#### Autres lieux et monuments
- L'église Sainte-Austreberthe, dont la nef à quatre travées date du XIIIe siècle, les parties basses du chœur du XIe siècle et les parties hautes ont été reconstruites en style gothique flamboyant. Les bas-côtés ont été refaits au XVIIe siècle et probablement au XIXe siècle. Le portail sud semble appartenir à la 2e moitié du XIIIe siècle, sauf les tympans et fronton datés de 1665. Le clocher porte le millésime 1586[59].
- Le monument aux morts[60].

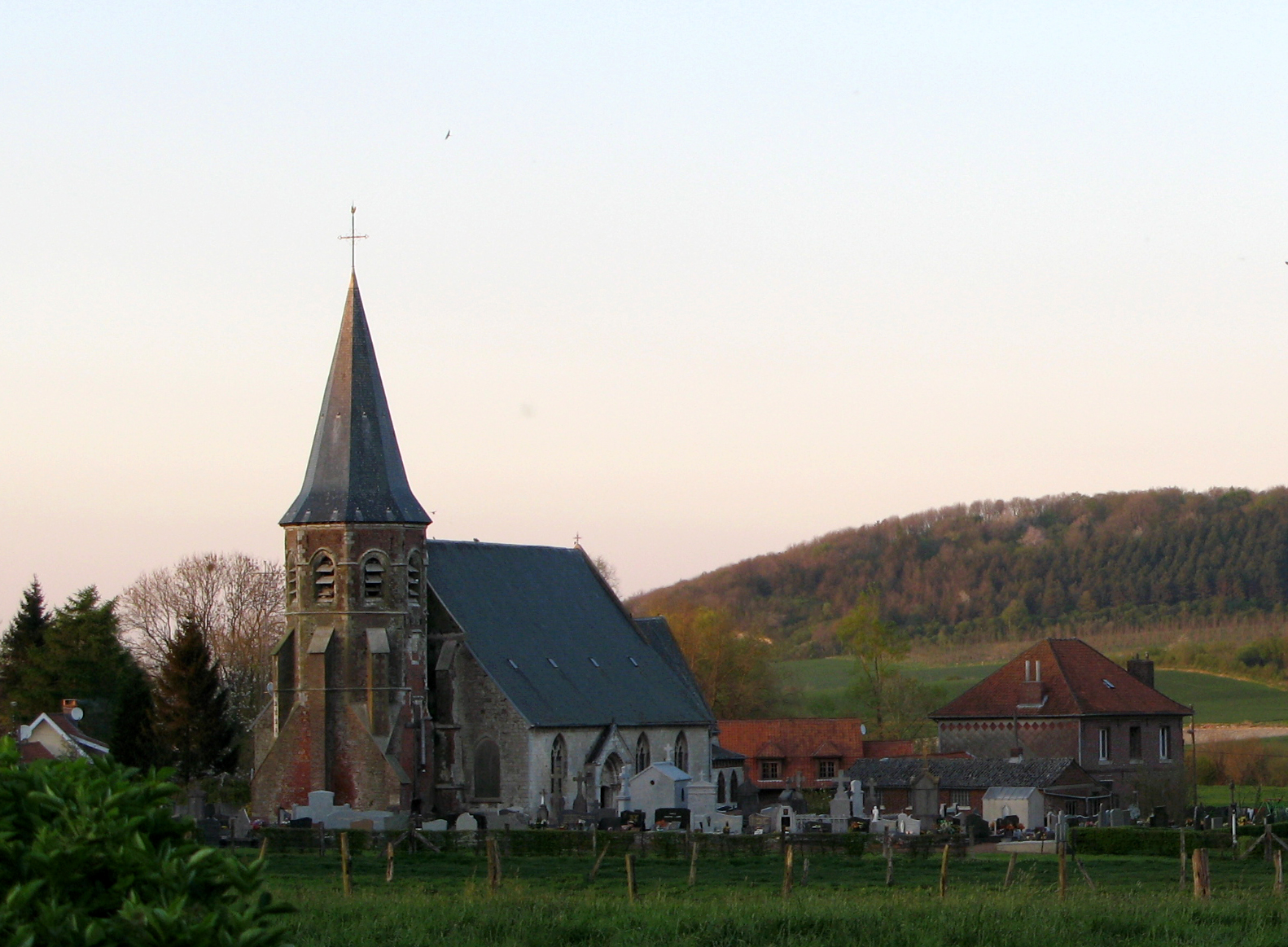
L'église entourée du cimetière.
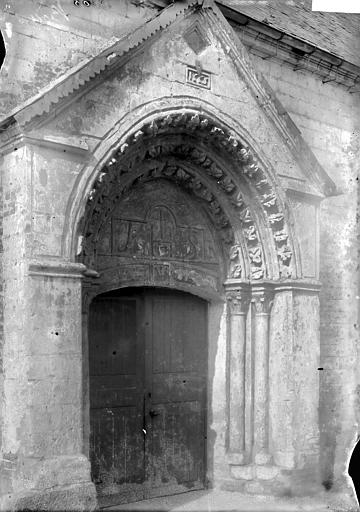
Le portail.
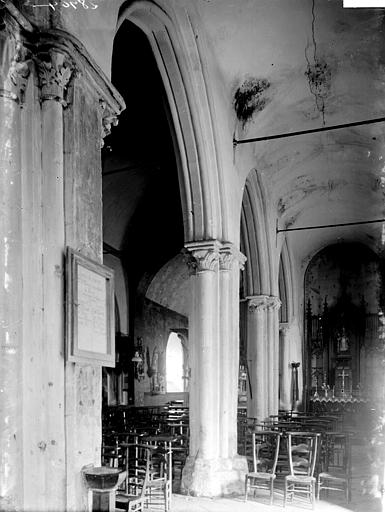
La nef.

### Héraldique
| Blason de Bours | Blason  | De gueules à la bande de vair.                   |
| Blason de Bours | Détails | Le statut officiel du blason reste à déterminer. |

## Pour approfondir